# Đoàn Văn Hậu
Đoàn Văn Hậu (sinh ngày 19 tháng 4 năm 1999) là một cầu thủ bóng đá chuyên nghiệp người Việt Nam hiện đang thi đấu ở vị trí hậu vệ trái hoặc trung vệ cho câu lạc bộ Công an Hà Nội và đội tuyển bóng đá quốc gia Việt Nam.
Anh được gọi vào đội tuyển khi mới 18 tuổi và trở thành cầu thủ trẻ nhất tuyển Việt Nam năm 2017.

## Thời niên thiếu
Đoàn Văn Hậu sinh năm 1999 tại huyện Hưng Hà, tỉnh Thái Bình trong một gia đình không ai theo con đường thể thao chuyên nghiệp. Được sự đồng ý của gia đình, Văn Hậu gia nhập trung tâm đào tạo bóng đá trẻ Hà Nội T&T vào năm 11 tuổi. Tại đội trẻ Hà Nội T&T, anh được dẫn dắt bởi huấn luyện viên Vũ Hồng Việt.

## Sự nghiệp trẻ
Năm 13 tuổi, Đoàn Văn Hậu trúng tuyển vào đội U-15 Hà Nội T&T. Anh được huấn luyện viên Vũ Hồng Việt đánh giá là cầu thủ chơi tốt cả ở vị trí hậu vệ và tiền vệ, chơi chân trái rất tốt và có khả năng tung ra những cú sút xa uy lực và chính xác. Văn Hậu đã cùng đội trẻ Hà Nội T&T vô địch Giải vô địch U-19 Quốc gia vào các năm 2016 và 2017; vô địch U-21 Quốc gia năm 2016.

## Sự nghiệp bóng đá

### Hà Nội
Mùa giải 2017, Đoàn Văn Hậu được đôn lên đội một câu lạc bộ Hà Nội khi mới 18 tuổi. Anh ra mắt đội bóng Thủ đô khi đá chính trong trận đấu gặp Kitchee tại AFC Champions League 2017. Trận đấu đầu tiên tại V.League 1 là trận gặp Hải Phòng vào ngày 24 tháng 6 năm 2017. Hậu trở thành cầu thủ trẻ nhất của Hà Nội thi đấu tại giải vô địch quốc gia khi mới 18 tuổi, 2 tháng 7 ngày.

#### Cho mượn tại SC Heerenveen
Tháng 9 tháng 2019, Đoàn Văn Hậu chính thức ra mắt SC Heerenveen với bản hợp đồng cho mượn kéo dài 1 năm, với giá trị chuyển nhượng vào khoảng 1,5 triệu euro (khoảng 38,3 tỷ đồng). Tại giải vô địch quốc gia Hà Lan, mức lương tối thiểu trước thuế mà Đoàn Văn Hậu nhận được vào khoảng 11 tỷ đồng/năm, qua đó trở thành cầu thủ được hưởng mức lương cao nhất Việt Nam và cũng là cầu thủ Việt Nam đắt giá nhất từ trước đến nay.
Cho tới tháng 3 năm 2020 Văn Hậu chỉ ra sân chính thức được 4 phút, phần lớn quãng thời gian còn lại Văn Hậu làm quen với băng ghế dự bị hoặc là thành viên của đội Jong Heerenveen (đội trẻ Heerenven). Đến ngày 30 tháng 6 năm 2020, hợp đồng đã kết thúc và Văn Hậu không còn là người của Heereveen. Sau đó, Đoàn Văn Hậu sẽ tiếp tục thi đấu cho Hà Nội tại giai đoạn hai của V.League 2020.

### Công an Hà Nội
Năm 2023, Đoàn Văn Hậu chuyển tới Công an Hà Nội.

## Sự nghiệp thi đấu quốc tế

### Đội tuyển trẻ

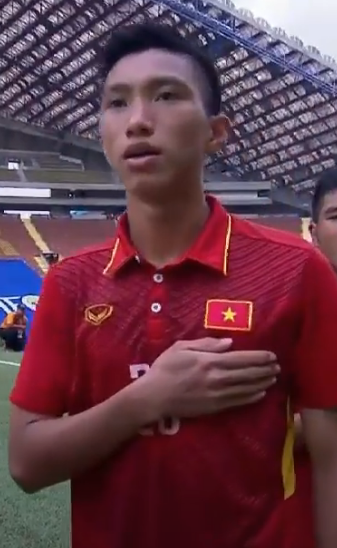
Văn Hậu trong màu áo U-22 Việt Nam tại SEA Games 2017

Được huấn luyện viên Hoàng Anh Tuấn triệu tập vào đội tuyển U-19 Việt Nam để tham dự giải U-19 Đông Nam Á năm 2016. Trong trận gặp U-19 Malaysia, Văn Hậu ghi bàn bằng pha đánh đầu đẹp mắt giúp đội nhà lọt vào bán kết trong chiến thắng 3-1 của U-19 Việt Nam.
Đoàn Văn Hậu tiếp tục được triệu tập vào đội U-19 Việt Nam để thi đấu vòng chung kết U19 châu Á 2016. Chính tại giải này, anh đã ghi bàn thắng để đời vào lưới U-19 CHDCND Triều Tiên bằng cú dứt điểm ở khoảng cách 25m giúp đội tuyển U-19 Việt Nam có chiến thắng quan trọng. Sau trận đấu với Triều Tiên, Văn Hậu bắt đầu được người hâm mộ để ý. Anh được liên đoàn bóng đá châu Á vinh danh là một trong 8 cầu thủ đáng xem nhất vòng knock-out giải U-19 Châu Á. Văn Hậu tiếp tục có màn trình diễn chói sáng tại hàng thủ trong các trận còn lại giúp U-19 Việt Nam đi đến bán kết giải đấu cấp châu lục và lần đầu dự U-20 World Cup.
Với sự đóng góp tại giải U-19 Châu Á, Đoàn Văn Hậu là một trong những nhân tố chủ lực của đội tuyển U-20 Việt Nam tại World Cup U20 năm 2017. Anh và các đồng đội lại một lần nữa làm nên lịch sử khi U-20 Việt Nam trở thành đội tuyển thuộc khu vực Đông Nam Á đầu tiên có điểm tại giải U-20 World Cup. Đoàn Văn Hậu được kênh thể thao FOX Sports bình chọn là 11 cầu thủ châu Á tiêu biểu ở FIFA U-20 World Cup 2017.
Tại SEA Games 2019, anh cùng U-22 Việt Nam giành tấm huy chương vàng, trong đó Đoàn Văn Hậu ghi một cú đúp trong trận chung kết với U-22 Indonesia

### Đội tuyển quốc gia Việt Nam
Đoàn Văn Hậu được huấn luyện viên Nguyễn Hữu Thắng triệu tập vào đội tuyển quốc gia Việt Nam trước trận đấu của Việt Nam với Jordan vào ngày 13 tháng 6 năm 2017 tại chiến dịch vòng loại Asian Cup 2019.

## Đời tư
Cuối năm 2023, Đoàn Văn Hậu kết hôn với Doãn Hải My. Cặp đôi đón con trai đầu lòng vào tháng 5 năm 2024.

## Thống kê sự nghiệp

### Câu lạc bộ
Tính đến ngày 27 tháng 8 năm 2023
| Câu lạc bộ     | Mùa giải       | Giải đấu       | Giải đấu | Giải đấu | Cúp quốc gia | Cúp quốc gia | Châu lục | Châu lục | Khác | Khác | Tổng cộng | Tổng cộng |
| Câu lạc bộ     | Mùa giải       | Hạng           | Trận     | Bàn      | Trận         | Bàn          | Trận     | Bàn      | Trận | Bàn  | Trận      | Bàn       |
| -------------- | -------------- | -------------- | -------- | -------- | ------------ | ------------ | -------- | -------- | ---- | ---- | --------- | --------- |
| Hà Nội         | 2017           | V.League 1     | 11       | 1        | 0            | 0            | 1        | 0        | —    | —    | 12        | 1         |
| Hà Nội         | 2018           | V.League 1     | 20       | 5        | 4            | 0            | —        | —        | 1    | 0    | 25        | 5         |
| Hà Nội         | 2019           | V.League 1     | 21       | 0        | 1            | 0            | 11       | 0        | —    | —    | 33        | 0         |
| Hà Nội         | 2020           | V.League 1     | 2        | 0        | 0            | 0            | —        | —        | —    | —    | 2         | 0         |
| Hà Nội         | 2021           | V.League 1     | 0        | 0        | 0            | 0            | —        | —        | —    | —    | 0         | 0         |
| Hà Nội         | 2022           | V.League 1     | 16       | 2        | 2            | 1            | —        | —        | —    | —    | 18        | 3         |
| Hà Nội         | Tổng cộng      | Tổng cộng      | 70       | 8        | 7            | 1            | 12       | 0        | 1    | 0    | 90        | 9         |
| SC Heerenveen  | 2019–20        | Eredivisie     | 0        | 0        | 1            | 0            | —        | —        | —    | —    | 1         | 0         |
| Công an Hà Nội | 2023           | V.League 1     | 18       | 0        | 2            | 1            | —        | —        | —    | —    | 20        | 1         |
| Tổng sự nghiệp | Tổng sự nghiệp | Tổng sự nghiệp | 88       | 8        | 10           | 2            | 12       | 0        | 1    | 0    | 111       | 10        |

1. ↑  Bao gồm Cúp Quốc gia và KNVB Cup
2. ↑  Ra sân tại AFC Cup
3. ↑  Ra sân tại Siêu cúp Quốc gia
4. ↑  Ra sân 2 trận tại AFC Champions League, 9 trận tại AFC Cup

### Đội tuyển quốc gia
Tính đến ngày 20 tháng 6 năm 2023
| Đội tuyển quốc gia | Năm       | Trận | Bàn |
| ------------------ | --------- | ---- | --- |
| Việt Nam           | 2017      | 3    | 0   |
| Việt Nam           | 2018      | 8    | 0   |
| Việt Nam           | 2019      | 12   | 0   |
| Việt Nam           | 2021      | 3    | 0   |
| Việt Nam           | 2022      | 4    | 1   |
| Việt Nam           | 2023      | 7    | 0   |
| Tổng cộng          | Tổng cộng | 37   | 1   |

### Bàn thắng quốc tế

###### U-19 Việt Nam
| STT | Thời gian            | Địa điểm                                | Đối thủ           | Tỉ số | Kết quả | Giải đấu                          |
| --- | -------------------- | --------------------------------------- | ----------------- | ----- | ------- | --------------------------------- |
| 1.  | 19 tháng 9 năm 2016  | Sân vận động Hàng Đẫy, Hà Nội, Việt Nam | Malaysia          | 2–0   | 3–1     | Giải vô địch U-19 Đông Nam Á 2016 |
| 2.  | 14 tháng 10 năm 2016 | Sân vận động Khalifa, Isa, Bahrain      | CHDCND Triều Tiên | 2–0   | 2–1     | Giải vô địch U-19 châu Á 2016     |

###### U-23 Việt Nam
| STT | Thời gian           | Địa điểm                                        | Đối thủ    | Tỉ số | Kết quả | Giải đấu           |
| --- | ------------------- | ----------------------------------------------- | ---------- | ----- | ------- | ------------------ |
| 1.  | 15 tháng 8 năm 2017 | Sân vận động Seleyang, Selangor, Malaysia       | Đông Timor | 1–0   | 4–0     | SEA Games 29       |
| 2.  | 15 tháng 8 năm 2017 | Sân vận động Seleyang, Selangor, Malaysia       | Đông Timor | 3–0   | 4–0     | SEA Games 29       |
| 3.  | 5 tháng 8 năm 2018  | Sân vận động Quốc gia Mỹ Đình, Hà Nội, Việt Nam | Oman       | 1–0   | 1–0     | Vinaphone Cup 2018 |

##### Việt Nam
| #  | Ngày                 | Địa điểm                                       | Đối thủ | Bàn thắng | Kết quả | Giải đấu     |
| -- | -------------------- | ---------------------------------------------- | ------- | --------- | ------- | ------------ |
| 1. | 21 tháng 12 năm 2022 | Sân vận động Quốc gia Lào mới, Viêng Chăn, Lào | Lào     | 4–0       | 6–0     | AFF Cup 2022 |

## Danh hiệu

### Câu lạc bộ

#### Đội trẻ Thái Bình
- Giải vô địch U-11 quốc gia: 2011

#### Đội trẻ Hà Nội T&T
- Á quân Giải vô địch U-17 quốc gia: 2014
- Giải vô địch U-19 quốc gia: 2016, 2017
- Giải vô địch U-21 quốc gia: 2016

#### Hà Nội
- V.League 1: 2018, 2019, 2022
- Cúp Quốc gia: 2020, 2022
- Siêu cúp Quốc gia: 2018, 2020

#### Công an Hà Nội
- V.League 1: 2023

### Quốc tế
U-19 Việt Nam
- Giải Vô địch U-19 KBZ Bank Cup: 2016
- Giải vô địch U-19 Đông Nam Á:  Hạng ba (2016)

U-22 Việt Nam
- SEA Games: 2019

U-23 Việt Nam
- M-150 Cup 2017
- Á quân Giải vô địch U-23 châu Á: 2018
- VFF Cup: 2018

Việt Nam
- AFF Cup: 2018; Á quân: 2022

### Cá nhân
- Cầu thủ trẻ xuất sắc nhất Đông Nam Á: 2019
- Cầu thủ trẻ xuất sắc nhất Việt Nam: 2017, 2019